# Prunella atrogularis
El acentor gorginegro (Prunella atrogularis) es una especie de ave paseriforme de la familia Prunellidae. Es propio de  Asia y Europa, encontrándose en Asia Central, China, India, Irán, Nepal, Pakistán y Rusia, siendo esporádica en Oriente Medio, Escandinavia, Francia y Alemania.

## Subespecies
Se reconocen las siguientes subespecies:
- Prunella atrogularis atrogularis
- Prunella atrogularis huttoni